# Simon Jackson
Simon Jackson, MBE, (* 28. Mai 1972) ist ein britischer Radsportler und ehemaliger Judoka. Der sehbehinderte Paralympionike blieb zwischen 1988 und 2000 in 159 internationalen Kämpfen ungeschlagen und gewann dabei 1988, 1992 und 1996 die Goldmedaille bei den Paralympischen Spielen und 2000 die Bronzemedaille. Anfang 2008 wechselte er zum Bahnradsport, wo er in der Wettkampfklasse Tandem für Sehbehinderte antritt und Anfang im Mai 2008 zwei zweite Plätze im Weltcupsieg mit dem ehemaligen britischen Teamsprintmeister Barney Storey feiern konnte, jedoch nicht für die Paralympics 2008 nominiert wurde.

## Laufbahn
Jackson fing trotz seiner Sehbehinderung mit elf Jahren mit dem Judo an und erreichte den 1. Dan („Schwarzer Gurt“) im Alter von 18. Zu diesem Zeitpunkt war er bereits seit fast zwei Jahren im Wettkampf ungeschlagen und Goldmedaillengewinner bei den Paralympics. Bis zum Halbfinale bei den Paralympics 2000 gewann er in der Folge jeden Kampf und wurde dabei unter anderem dreimal Weltmeister, scheiterte dann aber am späteren Sieger, dem Kubaner Isao Rafael Cruz Alonso. 
Bei den nächsten Paralympics 2004 verlor Simon Jackson bereits in der ersten Runde nach einer sehr umstrittenen Entscheidung, bei der er am Mattenrand kurz vor dem Ende geworfen wurde. Jackson blieb aus Protest auf der Matte und sorgte so für einen Skandal bei den Spielen 2004. Im Folgejahr konnte Jackson noch einmal die Europameisterschaft, seinen zehnten EM-Titel, gewinnen, beendete aber dennoch seine Judo-Karriere aufgrund von Rückenbeschwerden.
Seit Anfang 2008 nimmt Jackson an Tandemrennen im Bahnradsport teil. 2012 gehörte er zu dem Team, das die Sommer-Paralympics 2012 in London für Channel 4 kommentierte.
Im Dezember 2012 wurde Simon Jackson beschuldigt, 10.000 Pfund für Taxi-Fahrten in Anspruch genommen zu haben, die er nicht gemacht hatte. Er hatte das Geld beantragt, um zu seiner Arbeitsstelle als Lehrer zu gelangen. Es stellte sich heraus, dass er von seiner Frau zur Arbeit gefahren worden war. Am 22. Januar 2013 wurde Jackson zu vier Monaten gemeinnütziger Arbeit und einer Ausgangssperre verurteilt. Er zahlte das Geld und die Gerichtskosten zurück.
Jackson gehörte dem Judo-Komitee der International Blind Sports Federation an und wurde wegen seiner Verdienste um den Behindertensport zum Member of the Order of the British Empire (MBE) ernannt.